# السلحبية
السلحبية قرية صغيرة تقع على نهر الفرات تابعة لمحافظة الرقة في الشمال الشرقي من مدينة الرقة، ويعتمد أهلها على الزراعة ورعي الأغنام والدواجن وبعض الاعمار التجارية الخاصة الصغيرة والمغتربين، وتنقسم القرية إلى قريتين السلحبية الشرقية
.